# 江島恵教
江島 恵教（えじま やすのり、1939年(昭和14年)8月28日 - 1999年(平成11年)5月22日）は、日本の仏教学者。

## 来歴
佐賀県唐津市生まれ。1958年佐賀県立鹿島高等学校卒、1962年東京大学文学部印度哲学梵文学科卒、1966年同大学院博士課程中退、東京大学東洋文化研究所助手、1972-1974年ドイツ・ゲッティンゲン大学で在外研修、1974年助手を退官、1975年「Bhavavivekaを中心とする中観学派の研究 空性論証の論理をめぐって」で東大文学博士。1978年長岡技術科学大学助教授、1982年東大文学部助教授、1987年教授。定年前に病没。没後従四位勲三等瑞宝章受勲。

## 著書
- 『中観思想の展開 Bhavaviveka研究』春秋社、1980
- 『空と中観』春秋社、2003

### 編著
- 『梵蔵漢法華経原典総索引』全11分冊 共編著、霊友会、1985-1993
- 『南アジアを知る事典 インド+スリランカ+ネパール+パキスタン+バングラデシュ+ブータン+モルディヴ』辛島昇・前田専学・応地利明・小西正捷・坂田貞二・重松伸司・清水学・成沢光・山崎元一共監修、平凡社、1992

### 記念論集
- 『空と実在 江島惠教博士追悼記念論集』春秋社、2001

## 参考
- 『空と実在』附載略年譜